# 寺社造営料唐船
寺社造営料唐船（じしゃぞうえいりょうとうせん）は、14世紀前半（鎌倉時代末期から南北朝時代にかけて）に、主要な寺社の造営（修復・増築を含む）費用を獲得することを名目として、幕府の認可の下、日本から元に対して派遣された貿易船群のことである。特に建長寺船・天龍寺船などが有名。日中関係史において、元寇による関係悪化（13世紀）と日明貿易（15世紀）の間の時期をつなぐ、半官半民的な交易船である。

## 背景

### 日元関係
文永の役・弘安の役の両度に渡る戦い（元寇）で日元関係は決定的に悪化し、その後もクビライ（世祖）は3度目の日本遠征計画を立てていたが、海軍力の弱体化や国内の反乱などの理由により実行に移すことはできなかった。また日本側においても、鎌倉幕府は3度目の襲来に備えて、西国御家人への異国警固番役を解くこともなく、鎮西探題を設置するなど警戒を続けた。しかし、クビライの死後は元側にも厭戦気運が広がり、また当時出没し始めた倭寇による海賊的私貿易を防ぐ意味からも、沿岸部の広州・泉州・慶元（寧波）などに市舶司を置き、日本との平和的な交易を望むようになっていた（日元貿易）。

### 寺社造営費の需要
鎌倉時代後期には、異国警固などの出費が増大しただけでなく、貨幣経済の浸透や分割相続制によって幕府を支える中小御家人の零細化・疲弊が進んでいた。また幕府や本所の支配に従わない悪党や海賊などの横行によって荘園・公領からの収入も滞るだけでなく、悪党討伐のための出費も幕府財政を圧迫していた。しかしその一方で、鎌倉新仏教の普及や、主要寺社の火災による損壊などから、むしろ鎌倉時代後期は、寺社の新築・改築の必要性が増しており、幕府はこれらの莫大な造営費用を確保するために、新たな財源として、貿易船による収入という手段に注目していた。

### 禅僧の往来
元に滅ぼされた南宋（1279年に滅亡）から日本へ渡った蘭渓道隆・兀庵普寧や、北条時宗の招きに応じて来日した無学祖元、元からの国使として来日した一山一寧など、13世紀末から14世紀前半にかけて大陸から日本へ渡来した禅僧は多く、彼らの薫陶を受けた日本の弟子たちは、師が学んだ元への留学を望んでいた。また禅宗に帰依していた幕府の有力者たちも、国家間の緊張関係にもかかわらず、元の高名な禅僧を招来することが多くなった。これらの禅僧の往来の多くは、日元間を交易する商船に便乗することが都合良く、これら僧侶の日記にはしばしば商船にて来日・入元したことが記されている。こういった禅僧の往来にも寺社造営料唐船が用いられていたことが推察される。

## 唐船の派遣主体

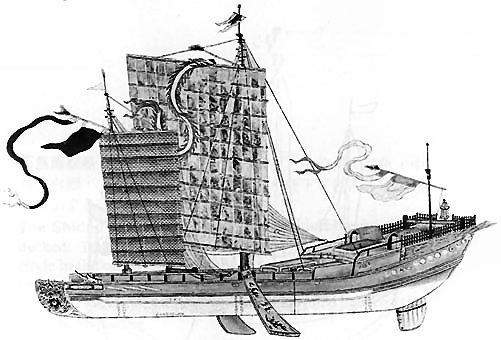
ジャンク船

上記のごとく寺社造営料唐船は、幕府や寺社側の必要性から派遣されたというのが通説であったが、近年の研究では、むしろ貿易船の主体は博多などの商人であり、利潤の一部を寺社の造営費用にあてるというのは看板に過ぎなかったとの見方が提唱されている。
とりわけ昭和51年（1976年）韓国の全羅南道新安郡智島邑道徳島沖の海底から、大量の荷を積んだジャンク船が発見、引き揚げられた（新安沈船）ことで、これまでの寺社造営料唐船の通説的理解は、大いに修正を迫られることになった。新安沈船から引き揚げられた遺物には白磁、青磁の天目茶碗などおよそ1万8000点におよぶ陶磁器や、約25トン・800万枚もの銅銭、そして346点もの積荷木簡が含まれていた。後述の如く、この船は東福寺（現京都市東山区）造営を名目とした貿易唐船と見られるが、積荷木簡の中には「綱司」（交易船長の意）という字を記すものが110点あり、その多くは「綱司私」と記され、商人の私的交易品が多く含まれていたことが窺える。
村井章介は、この船は博多を拠点とする貿易商人が主体となったもので、東福寺や幕府は多くの荷主の中の一つに過ぎなかったのではないかと推測する。さらに新安沈船に限らず、この時期の寺社造営料唐船の多くは本来、博多を拠点とした商人が主体であったとする。博多には平安時代の日宋貿易以来、宋から渡来した商人が居を構える「唐房」あるいは「大唐街」と呼ばれる街域があった。だがモンゴルの南下による宋の衰亡により、大陸へ帰還したり日本へ土着する者が現れるなどで縮小し、日元関係の悪化によって中国商人の博多定住も困難となっていた。そこで、貿易商人が博多に長く滞留することなく、船を早く回航する必要が生じ、これが商人らの競争を加速したと思われる。そんな中、競合商人が少しでも有利な条件で参入するために「寺社造営」という看板を掲げることで、日本の政治権力（武家、寺家）と提携したのが寺社造営料唐船の正体と見る。
実際、幕府が国内沿岸を運行する唐船の警固を西国の御家人に命じた例がいくつか見られるものの、外洋に出た後の航海は護衛することなく、基本的には商人たちに放任されていた。また後述の天龍寺船が入元の際、倭寇を警戒する元の官憲に入港を阻止されていることは、幕府の公的な公認というものが実質上の意味（密貿易船（倭寇）ではないことの証明）を有していなかったことを示している。従来思われていたほど、幕府は積極的に関与したわけではないと思われる。
また、新安沈船の建材は中国江南地方産のタイワンマツと見られ、型式も中国南部でよく見られるジャンクであることから、綱司となった商人も中国人であったり、商船の建造が中国で行われた可能性もある。しかし当時、密貿易に関わる倭寇も含め、このような国境沿岸の貿易商にとっては、国籍はそれほど意味をもたなかったと思われる。元側の史料では、綱司の出身国にかかわらず、博多から来航した船は日本船（倭船）として扱われている。

## 主な寺社造営料唐船
寺社造営料唐船は、主に博多と慶元（後の明州、寧波）を結ぶルートを往還したが、慶元の代わりに福州港が利用されたこともある。

### 称名寺造営料唐船
嘉元4年（1306年）、称名寺（現横浜市金沢区）造営料獲得のため派遣。鎌倉幕府の重臣であった金沢流北条氏が主体と見られ、称名寺の僧である俊如房快誉が乗船したことが金沢文庫の古文書に見られる。
なお、この時期に建仁寺の禅僧雪村友梅が入元しているが、この唐船と関連していた可能性もある。貿易船は翌徳治2年（1307年、1309年説もあり）にも再航した模様で、明州の市舶司と日本商人との間のトラブルにより街が放火・掠奪される事件があり、間諜（スパイ）の容疑で雪村友梅が捕えられている。

### 極楽寺造営料唐船
正和4年（1315年）ごろ派遣。徳治3年（1308年）に火災で焼失した極楽寺（現鎌倉市）の修復費用の確保のため、極楽寺の円琳坊が渡唐のため上洛、近日筑前へ下向している。その後、極楽寺造営料唐船の帰国を喜ぶ書状が出されている。

### 東福寺造営料唐船？（新安沈船）
先述のごとく、1976年に韓国の新安で発見された沈没船から引き揚げられた遺物の中に、大量の積荷木簡が含まれていた。木簡の中には「綱司」「東福寺」「筥崎」などと記されたものが多数あり、中国から博多へ向かっていた交易船が何らかの理由で沈没したものと思われる。「東福寺」と記された木簡の裏に「十貫公用」などの字が見られることから、この船は元応元年（1319年）に焼失した東福寺の造営料を名目として派遣された唐船であることが推測される。この船は元亨3年（1323年）に入元したと思われ、2年後の正中2年（1325年）2月、東福寺は無事修復されている。

### 勝長寿院・建長寺造営料唐船
正中2年（1325年）7月、火災で焼失した鎌倉の勝長寿院・建長寺伽藍の修繕料捻出を名目に派遣（俗に建長寺船と呼ばれる）。翌嘉暦元年（1326年）9月に帰国。国内航路に関しては、往路は筑前国守護代、復路は薩摩国守護代にそれぞれ警固が命じられている。本来は前年の正中元年（1324年）に派遣される予定であったが、正中の変により延期された。
なお、禅僧中巌円月・不聞契聞らが同船し、元に遊学している。また逆に、元の禅僧清拙正澄（得宗北条高時が来日を要請）や、すでに渡元していた日本僧古先印元・無隠元晦らが同船し、来日・帰国を果たしたと見られる。

### 関東大仏造営料唐船
年次不明（元徳元年（1329年）説が有力）の前執権北条（金沢）貞顕の息子貞将（六波羅探題）宛て書状に、翌春に関東大仏造営料唐船が渡宋する予定であると書かれている。しかし、実際に唐船が高徳院（鎌倉大仏）に造営費を納めたかどうかは不明である。この年、日本から入元していた雪村友梅や、元の高僧である明極楚俊・竺仙梵僊ら禅僧が「商船で」日本へ渡来している（その前年に福州に入港した日本船と見られる）が、この船が再び元へ回航する際に、関東大仏造営料唐船として指定された可能性がある。

### 住吉神社造営料唐船
元弘2年（1332年）に摂津国住吉神社（現大阪市住吉区）の造営料を得る名目で派遣された唐船。日本から入元していた禅僧中巌円月がこの年に商船で帰国していることから、上記の関東大仏造営料唐船と同様、この船が元へ再航する際に住吉神社造営料唐船に指定されたと思われる。帰国後、実際に住吉社が造営される際には鎌倉幕府は滅亡しており、後醍醐天皇の綸旨によって造営費にあてられている。
後述の天龍寺船派遣（1342年）の際に日元間の貿易船が10年間途絶していたとあることから、この住吉社船が鎌倉時代における最後の寺社造営料唐船であり、以後は鎌倉幕府が滅亡したこともあり、唐船の往還は停止した。

### 天龍寺造営料唐船
延元4年（1339年）南朝の後醍醐天皇の崩御を受け、北朝の将軍足利尊氏が夢窓疎石の勧めに従って天龍寺（現京都市右京区）の創建を決意する。しかし成立間もない室町幕府は南北朝の動乱のなか財政的余裕はなく、副将軍・足利直義は暦応4年12月23日（1342年1月30日）鎌倉幕府の例にならい、夢窓と相談の上、翌年秋に造営料宋船の派遣を提案した。博多商人の至本が綱司（船長）に指名され、至本は貿易の成否に関わらず、帰国時に現金5000貫文を納めることを約して、予定通り翌康永元年（1342年）8月に元へ渡航。住吉社船以来、実に10年ぶりの貿易船となった。なお当時は「造天龍寺宋船」の名で呼ばれている。
天龍寺船にも性海霊見・愚中周及など約60名の禅僧が乗船したが、元側では1335年から1336年にかけての倭寇事件を契機に、慶元（明州、のちの寧波）に入港する日本船を海賊船と見なして、港の出入を厳しく制限していたため、明の官憲に阻まれ、入明を果たしたのは愚中ら11人のみだったという。
この唐船の利益をもとに天龍寺の建立が行われ、康永2年（1343年）11月竣工している。

### 寮病院造営料唐船（中止）
貞治6年（1367年）医師の但馬入道道仙が寮病院造営のために計画したが、中止されている。中原師守の日記『師守記』によれば、入元船を仕立てるために棟別銭まで徴収されていた。徴収のため派遣された武士は後光厳天皇の綸旨も獲得しており、幕府・朝廷ともに支援されたものであったが、結局この造営船は派遣されることはなかった。翌年、元は新興の明王朝に圧迫され、北のモンゴル高原へ後退した（北元）。

## 日明貿易へ
元の滅亡や南北朝動乱の継続により、日中双方の中央政体が混乱し、唐船に与える名目も喪失したため、寺社造営料唐船の時代は終わりを告げた。しかし、当時銭貨を鋳造していなかった日本では貨幣経済の発達に伴い、大量の銅銭を必要としており、また「唐物」と呼ばれる陶磁器を初めとした中国の文物の需要も依然旺盛で、貿易船の必要性が減ずることはなかった。そのため国内の混乱にも乗じて私貿易船が横行し、いわゆる「前期倭寇」と呼ばれる、江南沿岸や朝鮮半島への海賊行為も行うようになった。
元の後退で1368年に成立した新王朝・明は、モンゴルから中華を奪回した王朝としての自負から強烈な華夷思想を指向しており、私的な交易は認めず、冊封体制と呼ばれる国家間の公式な朝貢貿易に限定しようとした（海禁政策）。1368年に早くも洪武帝は新王朝建国の報告と朝貢要求を近隣諸外国に発信し、日本へはそれとともに倭寇の禁圧を要求している。日本側では南北朝の動乱が（特に博多を含む九州においては）収まっておらず、当時九州の有力者であった南朝側の懐良親王が明の使者に応じて「日本国王」に封ぜられている。しかし懐良親王には朝貢貿易を主催する財力も、倭寇を取り締まる海軍力もなく、明の期待に沿えぬまま退場した。南北朝を統一し、安定政権を築いた足利義満が、正式に明からの冊封を受けることで、15世紀初頭から日明貿易（勘合貿易）が開始するのである。